# 카이핑구
카이핑구(한국어: 개평구, 중국어: 开平区, 병음: Kāipíng Qū)는 중화인민공화국 허베이성 탕산 시의 행정구역이다. 넓이는 253km2이고, 인구는 2007년 기준으로 330,000명이다.

## 지리
해발고도는 11～296.6m이다. 연평균 기온은 11.2°C이고 연평균 강수량은 636mm이다.

## 행정 구역
5개 가도, 2개 진, 4개 향을 관할한다.
- 가도：马家沟街道、开平街道、税务庄街道、陡电街道、荆各庄矿区街道。
- 진 : 开平镇、栗园镇。
- 향 : 越河乡、双桥乡、郑庄子乡、洼里乡。